# Vincenzo Duplancich
Vincenzo Duplancich (Zara, 15 agosto 1818 – Milano, 16 novembre 1888) è stato un giornalista, scrittore e politico italiano.

## Biografia
Nato a Zara da Antonio - già ufficiale della marina veneziana - e da Antonia Fabri, apparteneva ad una delle famiglie più ricche della città.
Frequentato il liceo cittadino, si dedicò in seguito a studi di letteratura, storia ed economia, scrivendo una serie di poesie apprezzate dal Tommaseo.
Nel turbine degli eventi rivoluzionari del 1848, che ebbero qualche riflesso anche in Dalmazia, si arruolò nella "Guardia Nazionale" ed iniziò a scrivere i suoi primi articoli politici su "La Dalmazia costituzionale".
Nel 1849 entra nella redazione de "La Gazzetta di Zara", subentrando come editore ai fratelli Battara, distinguendosi per una serie di articoli fortemente contrari al progetto di unificazione del Regno di Dalmazia col Regno di Croazia e Slavonia, perseguito dai dalmati croati.
Nel 1856 il Consiglio comunale lo nomina bibliotecario della nuova biblioteca pubblica, fondata anni prima dal munifico zaratino Pier Alessandro Paravia: dalla compilazione del catalogo effettuata dal Duplancich risulta già una dotazione di oltre trentamila volumi, che ne faceva di gran lunga la prima biblioteca dell'intera Dalmazia.
Nel 1859 collabora a "La Rivista dalmata", fondata da Luigi Fichert con l'intento di conciliare le due diverse nazionalità  della regione: la maggioranza slava (croata e serba) e la minoranza italiana.
Dopo il fallimento de "La Rivista dalmata", nel 1860 Duplancich collabora al nuovo settimanale "La Voce dalmatica", anch'esso nato con lo stesso programma delineato dal Fichert.

### La battaglia autonomista
Sono gli anni in cui con insistenza si propone la già ricordata unificazione delle terre a maggioranza croata, ma in Dalmazia l'amministrazione delle città costiere è ancora in mano agli autonomisti: in attesa delle prime elezioni per la Dieta della Dalmazia (1861), si scatena una battaglia di opinione, combattuta utilizzando l'arma dell'opuscolo. Duplancich fu in questa fase il principale assertore dell'italianità della regione, pur non richiedendo l'unione della Dalmazia con l'Italia.
Nel 1861 fa stampare a Trieste l'opera sua più nota, quel "Della civiltà italiana e slava in Dalmazia" che esprime espressamente l'idea per la quale in Dalmazia la classe colta e le città sono di esclusiva impronta latina ed italiana, di contro al contado slavo "sepolto in tali tenebre d'ignoranza, da non credere certo di averne ad attingere civiltà mai". È quindi necessaria - per il Duplancich - una pacifica convivenza fra le due comunità, ma il primato della lingua e della cultura sono state e saranno necessariamente italiane.
Nel pensiero del Duplancich è chiaramente espressa una visione elitaria e classista - tipica del tempo - con le dicotomie città/campagna, classe colta/ignoranti, pochi eletti alla guida/massa che segue; rispetto a coeve dichiarazioni riscontrabili in giro per l'Europa c'è una differenza: nel caso della Dalmazia s'inserisce una dicotomia a caratterizzazione etnica (italiani/slavi), sia pure scevra da considerazioni di tipo razziale: "la nazionalità di un popolo non è data dal sangue, né da altri fattori biologici, ma dalla cultura, dal patrimonio ideale, dalle opere d'arte, insomma dalla civiltà che quel popolo ha saputo esprimere nella sua storia (...) La civiltà espressa dalla Dalmazia era stata solo ed esclusivamente italiana (...) La vera nazionalità dei Dalmati era l'italiana, perché italianamente si era espresso lo spirito, il genio della Dalmazia".
In Dalmazia si ripetevano le stesse frizioni etnico/politiche presenti anche in altre parti dell'Impero: mentre in Slovenia e in Boemia era la componente tedesca ad essere dominante, sia pure - in linea di massima - maggioritaria o maggiormente influente nelle città e minoritaria nelle campagne, in Dalmazia la dicotomia era fra italiani e slavi.
La soluzione proposta dal Duplancich - pure all'interno del quadro sopra indicato - è però particolare: è da promuovere un vasto programma di elevazione delle masse slave delle campagne dall'analfabetismo - una piaga che affliggerà la regione ancora per molti decenni - promuovendo cattedre d'insegnamento della lingua slava "in ogni ginnasio, per diffonderne insomma, quando è possibile, la cognizione".

### L'elezione alla Dieta e la fuga in Italia
Eletto nelle file del Partito Autonomista alla Dieta della Dalmazia (1861), esercitò il suo mandato solo per due anni: dal 1862 diventò editore e redattore della "Voce dalmatica", alla quale impresse un deciso orientamento filo-italiano che accrebbe i sospetti del governo imperiale.
Schedato dalla polizia ed accusato di perturbazione della pubblica tranquillità e di lesa maestà, venne condannato per il primo dei due reati: per evitare il carcere fuggì dalla Dalmazia nel luglio del 1863 a bordo di un bragozzo chioggiotto, che lo sbarcò ad Ancona.

### Il periodo milanese e la morte
Trasferitosi a Milano - dove fu raggiunto dalla madre - collaborò col quotidiano "La Perseveranza", diretto da Pacifico Valussi, come pure col settimanale proto-irredentista "La Vita nuova".
Pur essendo intervenuto nel 1865 un indulto sovrano nei territori dell'Impero Austroungarico, rinunciò al ritorno in patria.
Vincenzo Duplancich trascorse gli ultimi anni della sua vita allontanandosi sempre più dall'attività politica, in solitudine dalla scomparsa della madre, morendo nel capoluogo lombardo a settant'anni, nel 1888.
Attualmente viene considerato come uno dei precursori dell'irredentismo italiano.

## Identificazione nazionale
La radicalità della scelta non solo pro-italiana ma in un certo modo anti-slava di Vincenzo Duplancich rende veramente arduo dubitare dei suoi sentimenti nazionali, eppure in anni recenti in Croazia è invalso in alcuni casi l'uso - qualora si parli in qualche modo di questo personaggio - di utilizzare una forma croatizzata del suo nome - Vicko Duplančić - senza specificare meglio di chi si tratti.